# (10145) 1994 CK1
1994 سي كي 1 (ويعرف أيضًا باسم (10145) 1994 سي كي 1 وفق تسمية الكوكب الصغير) (بالإنجليزية: 1994 CK1)‏ هو كويكب ضمن حزام الكويكبات؛ وترتيبه 10145 من حيث الاكتشاف.
اكتُشف هذا الجُرم الفلكي بواسطة سبيس واتش في 10 فبراير 1994.

## وصلات خارجية
- (10145) 1994 CK1 في قاعدة بيانات مختبر الدفع النفاث لأجرام النظام الشمسي الصغيرة

- الاكتشاف · مخطط المدار ·  العناصر المدارية · المعلمات المادية

- (10145) 1994 CK1 على موقع ويكي سكاي: DSS2, SDSS, GALEX, IRAS, Hydrogen α, X-Ray, Astrophoto, Sky Map, Articles and images